# North American FJ-4 Fury
North American FJ-4 Fury byl proudový podzvukový stíhací bombardér a záchytný stíhač s šípovým křídlem, schopný provozu na letadlové lodi. Byl vyráběn společností North American Aviation.
Jako základ byla použita předchozí generace FJ-3, ale výsledný typ se od ní v mnoha ohledech podstatně lišil. Přepracováno bylo celé křídlo, kde konstruktéři použili tenčí profil a potah z frézovaných panelů. Křídlo získalo také větší plochu a směrem ke koncům se více zužovalo. Těsně za náběžnou hranou byl profil mírně prohnutý, což zlepšilo chování letounu při nižších rychlostech. Nová konstrukce křídla si vynutila přepracování podvozku tak, aby jej bylo možno do tenčího profilu zasunout. V rámci  úprav podvozku byl rovněž zvětšen jeho rozchod a pozice vůči těžišti, čímž se snížilo zatížení příďové podvozkové nohy. Skládání křídla nutné k provozu na letadlových lodích se omezilo pouze na vnější části. 
FJ-4 byl zamýšlen jako záchytný stíhač do každého počasí s dlouhým doletem. To znamenalo podstatně navýšit nesené zásoby paliva. Letoun byl odlehčen vynecháním pancéřování a nižší zásobou munice. Nové křídlo bylo navrženo tak, aby tvořilo integrální nádrž. Trup byl rozšířen a opatřen hřbetem tvořícím plynulý přechod mezi překrytem kabiny a ocasními plochami. Díky všem těmto změnám narostla zásoba paliva oproti FJ-3 o 50%. Nový kokpit byl pro pilota během delších misí pohodlnější. Ocasní plochy byly také značně upraveny a měly tenčí profil.
První FJ-4 vzlétl 28. října 1954 a dodávky se rozeběhly v únoru 1955. 

## Varianty

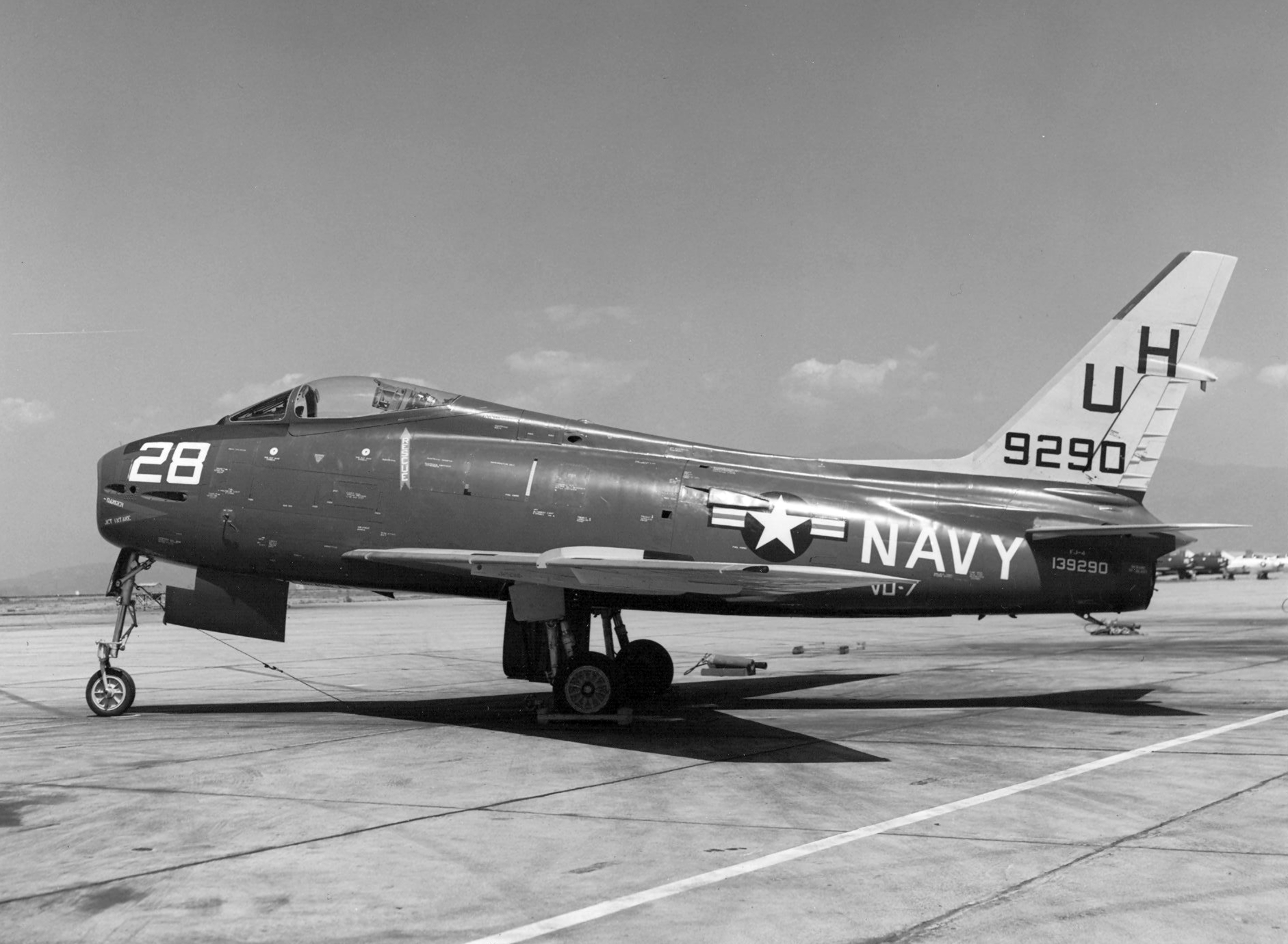
FJ-4 Fury (BuNo 139290) jednotky VU-7 Redtails v roce 1960

- XFJ-4 – Dva prototypy s motory J64-W-4 a upraveným trupem.
- YFJ-4 – Jeden kus určený pro vývojové testování.
- FJ-4 Fury – Jednomístný stíhací bombardér, poháněná proudovým motorem Wright J65-W-16A (34 kN), vyrobeno 150 kusů.
- FJ-4B Fury – Varianta pro roli přímé pozemní podpory s šesti závěsníky pod křídlem, vyrobeno 222 kusů.
- FJ-4F Fury – Zkušební letoun vybavený pomocným raketovým motorem a přídavnými nádržemi.
- AF-1F – Navržená lehká útočná verze s motorem TF30, konkurent A-7 Corsair II. Ke stavbě nedošlo.

## Dochované letouny

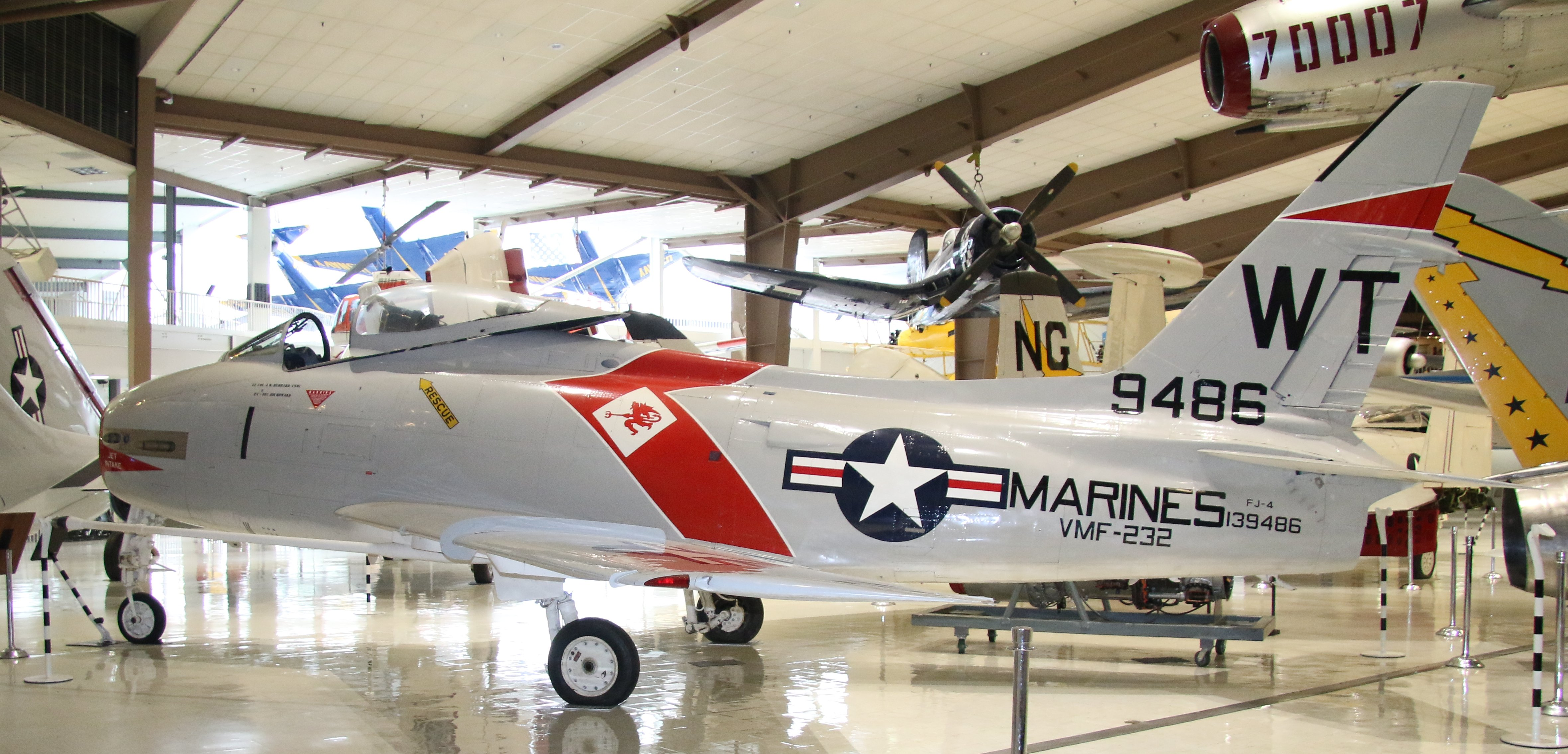
FJ-4 Fury (sériové číslo 139486) v expozici National Naval Aviation Museum

- FJ-4 (139486) – National Naval Aviation Museum, Námořní letecká základna Pensacola, Florida
- FJ-4 (139516) – Historic Aviation Memorial Museum, Tyler, Texas
- FJ-4B (139531) – Pima Air & Space Museum, Tucson, Arizona
- FJ-4B (143557) – Georgia Veterans Memorial State Park, Cordele, Georgie
- FJ-4B (143568) – Wings of Freedom Aviation Museum, Horsham, Pensylvánie
- FJ-4B (143575) – soukromý vlastník
- FJ-4B (143610) – The Buffalo and Erie County Naval & Military Park, Buffalo, New York

## Uživatelé
- USA
  - Námořnictvo Spojených států amerických
  - Námořní pěchota Spojených států amerických

## Specifikace

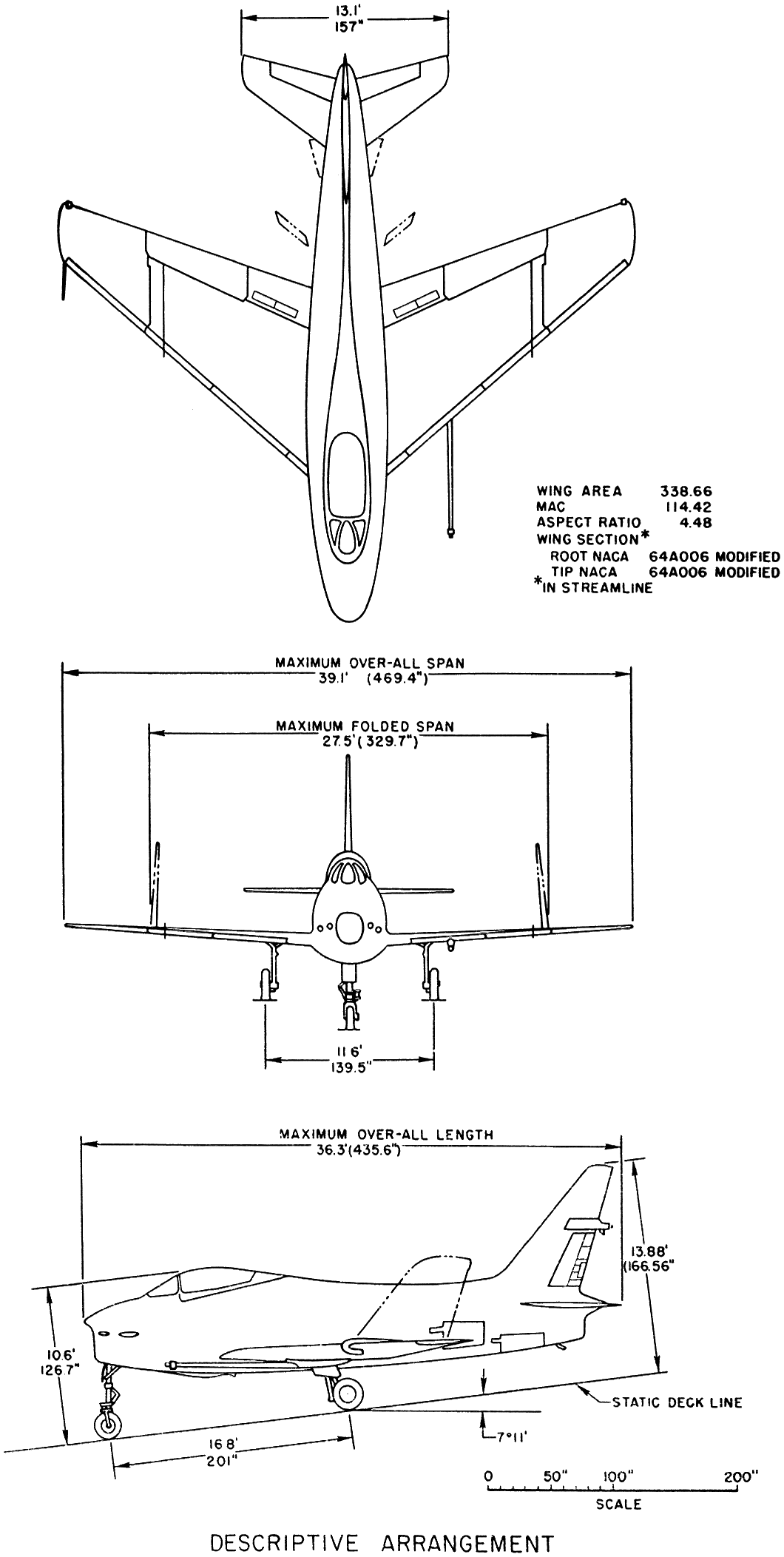
North American FJ-4B Fury

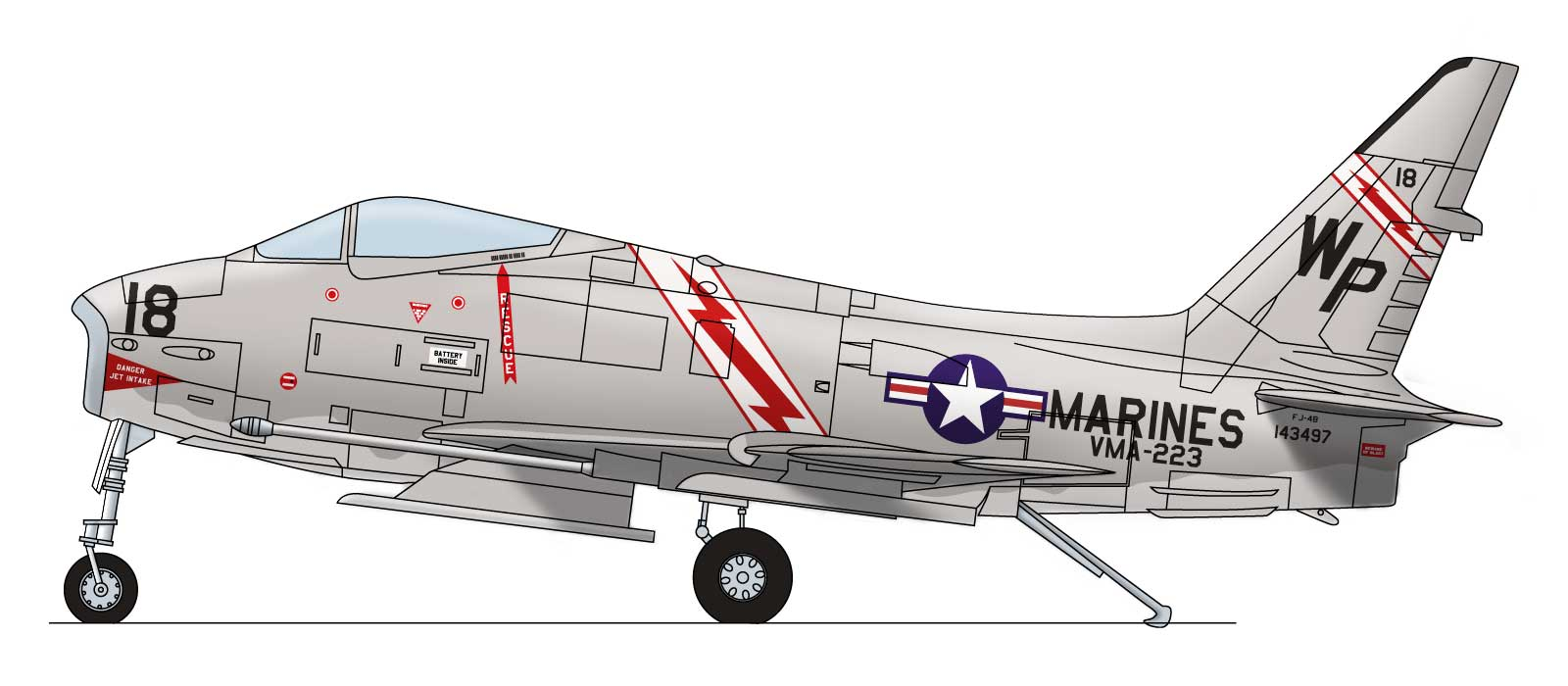
FJ-4B Fury

### Technické údaje
- Osádka: 1
- Délka: 11,1 m
- Rozpětí: 11,9 m
- Výška: 4,2 m
- Nosná plocha: 31,46 m2
- Hmotnost (prázdný): 6000 kg
- Vzletová hmotnost: 9200 kg
- Maximální vzletová hmotnost: 10750 kg
- Pohonná jednotka: 1 × Wright J65-W-16A, 34 kN

### Výkony
- Maximální rychlost: 1094 km/h u hladiny moře
- Dolet: 3250 km s dvěma přídavnými nádržemi (760l) a dvěma raketami AIM-9 Sidewinder
- Dostup: 14300 m
- Stoupavost: 38,9 m/s
- Plošné zatížení: 341,7 kg/m2

### Výzbroj
- 4× 20mm kanón Colt Mk 12
- 4× AIM-9 Sidewinder
- až 1400 kg pum